# Combat 56
Por Combat 56 se entiende una técnica de lucha europea inventada por el oficial polaco Arkadiusz Kups, antiguo miembro de una unidad de comandos de elite. Esta técnica fue desarrollada por las tropas especiales de elite de la Compañía 56 (de ahí el nombre) y diseñada para actuar detrás de las líneas enemigas.
A Kups se le ocurrió la idea de utilizar diferentes técnicas de combate prácticas para el cuerpo a cuerpo. Se trataba de crear un sistema que fuese fácil de asimilar para y rápido de enseñar a los soldados. El objetivo principal que se busca es atacar partes blandas y vulnerables del cuerpo humano, además de utilizar los impulsos naturales para intentar protegerse de posibles ataques. Estas son denominadas estrategia de combate y estrategia de defensa respectivamente.
- Datos: Q2245177